# Iwona Lewandowska
Iwona Lewandowska-Bernardelli (nascuda el 19 de febrer de 1985) és una corredora de llarga distància polonesa especialitzada en la marató. Va competir en la prova de marató femení als Jocs Olímpics d'estiu de 2016.